# Tetsuya Tanaka
Tetsuya Tanaka (jap. 田中 哲也 Tanaka Tetsuya; ur. 27 lipca 1971) – japoński piłkarz występujący na pozycji pomocnika.

## Kariera klubowa
Od 1990 do 1998 roku występował w klubach Nippon Steel Yawata, Sanfrecce Hiroszima, Vissel Kobe i Sagan Tosu.